# Euxoa hierrata
Euxoa hierrata är en fjärilsart som beskrevs av Rudolf Pinker och Bacallado 1975. Euxoa hierrata ingår i släktet Euxoa och familjen nattflyn. Inga underarter finns listade i Catalogue of Life.